# Henri Lepage (essayiste)
Pour les articles homonymes, voir Henri Lepage et Lepage.
Henri Lepage, né le 21 avril 1941, est un essayiste libéral français. Son livre Demain le capitalisme, paru en 1978, a contribué à diffuser en France les idées libérales.

## Biographie
Il est diplômé de l'Institut d'études politiques de Paris (section Économie et finances) en 1962, après être passé par le lycée Janson-de-Sailly. Il a également étudié à l'université du Colorado (États-Unis) et à la London School of Economics (Royaume-Uni). Il a été professeur associé à l'université Paris-Dauphine.
Il découvre pendant ses études l'économie néo-classique et les auteurs libéraux américains. D'abord journaliste économique, il devient chargé d'études à l'Institut de l'entreprise et, dans un contexte où les milieux patronaux craignent l'arrivée au pouvoir de la gauche en France, commence à se faire connaître en publiant des articles qui visent à prouver scientifiquement la supériorité du capitalisme sur l'autogestion. Il publie en 1978 le livre Demain le capitalisme, qui est à l'époque un best-seller et s'écoule à plus de 100 000 exemplaires. Soutenu par les réseaux « aroniens » à L'Express, il devient alors, avec des économistes comme Pascal Salin et Florin Aftalion, l'un des principaux représentants de l'école dite des nouveaux économistes qui importe à l'époque en France un libéralisme radical, venu principalement des États-Unis. Inspirés par l'école autrichienne, les « nouveaux économistes » entendent fournir un contrepoint intellectuel au socialisme et bénéficient, dans les années 1980, d'une influence dans les partis politiques de droite, et notamment à l'UDF. 
Henri Lepage, qui se présente comme anarcho-capitaliste, est alors, grâce au succès de son livre, l'un de leurs principaux représentants médiatiques. Il devient également le conseiller économique d'Alain Madelin auquel il contribue à faire découvrir la pensée économique libérale. En 1990, Henri Lepage cosigne avec Alain Madelin dans Le Quotidien de Paris un article préconisant de réserver certaines prestations sociales aux ressortissants français.
Ses écrits portent notamment sur l'intervention de l'État dans l'économie et sur les théories de la propriété. Il a participé à la diffusion des textes de Friedrich Hayek et de Murray Rothbard en France et a contribué à la revue Les 4 Vérités Hebdo.
Il est membre de la Société du Mont-Pèlerin, administrateur de l'ALEPS, membre fondateur, président du conseil scientifique et membre du conseil d'administration de l'Institut Turgot.

## Ouvrages
- Demain le capitalisme, Ed. Livre de poche, 1978  (ISBN 978-2253018858).
- Autogestion et Capitalisme, Ed. Masson, 1978  (ISBN 978-2225496981).
- Demain le libéralisme, 1980.
- Vive le commerce, 1982.
- Pourquoi la propriété, 1985.
- La propriété, c'est l'envol vers la prospérité, avec Georges Berthu, 1986  (ISBN 2-01-012454-5).
- La Nouvelle Économie industrielle, 1990
- Cinq questions sur les syndicats, avec Jacques Garello et Bertrand Lemennicier, Ed. PUF, 1990  (ISBN 978-2130432920).
- Vingt économistes face à la crise, avec Patrick Wajsman, Ed. Odile Jacob, 1999  (ISBN 978-2738107008).
- Crise financière, crise du libéralisme ?, en collaboration avec Drieu Godefridi, Ed. Institut Hayek, 2009.